# Boles de picolat

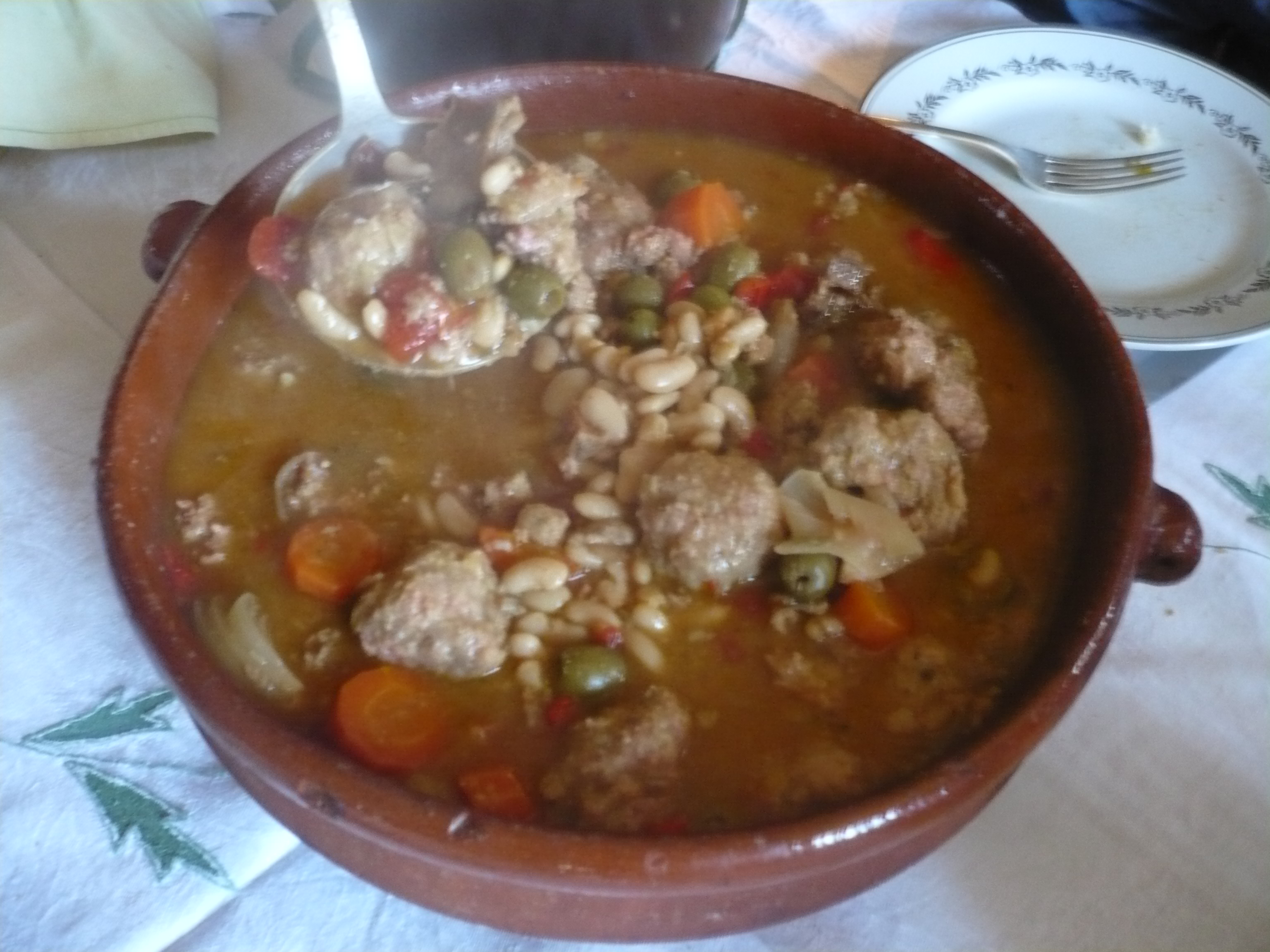
Plat de boles de picolat.

Les boles de picolat sont un plat typique du Roussillon à base de boulettes de viande en sauce.

## Étymologie
Les boles de picolat sont un plat à base de viande hachée, le terme picolat signifiant « hachis » en catalan du Roussillon et du Conflent,.

## Ingrédients
Traditionnellement, les boles de picolat sont préparées avec de la viande hachée de bœuf, de veau et de porc, des œufs, de l'ail, du persil, des oignons, des tomates, des carottes, des olives vertes et des cèpes séchés. Ces boulettes en sauce sont généralement accompagnées d'haricots blancs .